# Daniela (bướm đêm)
Daniela là một chi bướm đêm thuộc họ Geometridae.